# Jean-Baptiste Bourgeois du Jura
Pour les articles homonymes, voir Bourgeois.
Cet article possède un paronyme, voir Jean-Baptiste Bourgeois.
Jean-Baptiste Bourgeois, dit Bourgeois du Jura, né le 19 février 1831 à Roubaix (Nord) et décédé le 23 février 1900 à Paris, est un homme politique français.

## Biographie
Conseiller municipal de Dole, président du tribunal de commerce, conseiller général pour le canton de Rochefort, Bourgeois s'occupa activement de politique. Lors des élections du 21 août 1881, Bourgeois obtint au premier tour, dans sa circonscription, 4,935 suffrages ; mais il se désista en faveur de son concurrent, républicain de nuance plus modérée, qui fut élu. Le 4 octobre 1885, il fut élu, par 39,299 voix (68,240 votants, 81,095 inscrits). Il fut député du Jura de 1885 à 1897 et sénateur du Jura en 1897.
Il est enterré au cimetière Nord de Dole.

## Sources
- « Jean-Baptiste Bourgeois du Jura », dans Adolphe Robert et Gaston Cougny, Dictionnaire des parlementaires français, Edgar Bourloton, 1889-1891 [détail de l’édition]
- « Jean-Baptiste Bourgeois du Jura », dans le Dictionnaire des parlementaires français (1889-1940), sous la direction de Jean Jolly, PUF, 1960 [détail de l’édition]